# Renault 9 et 11
Pour les articles homonymes, voir R9 et R11.
Les Renault 9 et 11 (la 9 tricorps et la 11 bicorps avec un hayon) sont deux modèles d'automobiles compactes à traction avant produites par Renault durant les années 1980 à Douai (Nord). Elles seront aussi produites aux États-Unis respectivement sous les noms Renault Alliance et Renault Encore par le partenaire American Motors Corporation.
La Renault 9 est la première « vraie » Renault à utiliser un moteur Renault en position transversale (la Renault 14 était la première Renault avec groupe motopropulseur en position transversale, mais avec un train avant dérivé de la Peugeot 104, son « moteur X » était issu de la Société française de mécanique commun à Peugeot et Renault, moteur également utilisé sur des modèles Peugeot, Talbot et Citroën).
Elle possède une suspension à quatre roues indépendantes (MacPherson triangulé à l'avant et barres de torsion transversales en vis-à-vis à l'arrière) et est élue Voiture européenne de l'année 1982. En 1983, l'Alliance, modèle US de la Renault 9, obtient le titre d'« Auto de l'année » décerné aux États-Unis par le magazine Motor Trend.
Le slogan de vente utilisé en France est « Macadam Star », en référence à sa version nord-américaine.
En 1984, la Renault 11 est la voiture de sa catégorie la plus vendue en France, étant troisième derrière la Peugeot 205 et la Renault 5.
Le duo Renault 9 / Renault 11 reste aujourd'hui le troisième modèle français le plus vendu, avec 6,3 millions d'exemplaires, derrière la Peugeot 206 et la Renault 4.

## Description
Ces deux modèles ont été dessinés par Robert Opron (designer entre autres des Citroën GS, SM et CX, ainsi que des Renault Fuego et R25..., il a également dessiné la phase 2 de la Citroën DS avec les phares pivotants). La planche de bord et l'intérieur de la Renault 11 sont dessinés par Marcello Gandini, qui reprendra ce style de planche de bord à grosse casquette pour la Renault 25 et la Super 5.
Bien suspendues, capables de performances honorables du fait de leur poids modéré et avec une finition moyenne, elles furent largement diffusées. Le « moteur Cléon-Fonte » (essence) conçu par l'ingénieur René Vuaillat est apparu sur la Renault Floride S et sur la Renault 8 et était assez ancien, avec son arbre à cames latéral.
Les versions avec un turbocompresseur furent des bases fort employées en rallye auto, principalement grâce à la facilité de préparation de leur moteur turbocompressé. Une version prototype, à quatre roues directrices, fut conçue par Renault mais ne dépassa jamais ce stade.

## Histoire
Les Renault 9 et Renault 11 sont des modèles-charnière pour Renault, car ils doivent, sur un marché important, remplacer une Renault 14 qui n'a pas rencontré le succès commercial espéré et inaugurer une nouvelle base technique qui sera utilisée sur de nombreux modèles. En effet, leur plate forme est réutilisée sur les Renault 19, Mégane I et Scénic I, et dérivé pour les Super 5, Express, Clio I, Clio II, Kangoo I et Twingo II. Les Renault 9 et 11 sont également les premières à utiliser les boîtes de vitesses JB, qui équipent encore la Twingo II, Renault les a produit jusqu'en décembre 2017 (JB3). Ses évolutions, les boites JH et JR sont toujours utilisées sur les petites motorisations, en 2022. Les « moteurs F » apparus sur les Renault 9 et Renault 11 équiperont encore la Mégane III (et même, avec le moteur F4RT, sur la Mégane III RS).

### Phase 1 (1981 - 1986)

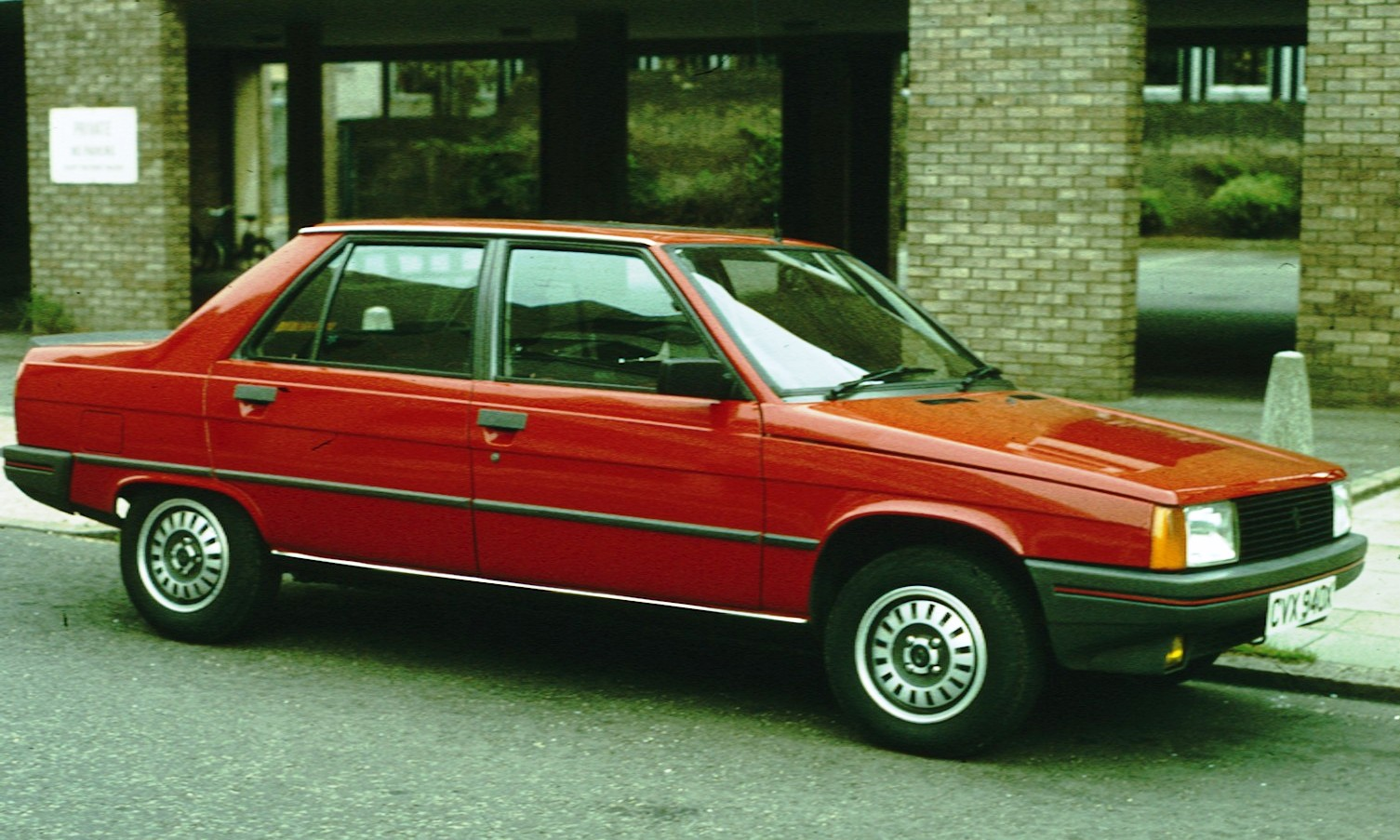
Renault 9 phase 1.

La Renault 9 est lancée en septembre 1981. La gamme comporte quatre niveaux d'équipements : entrée de gamme (version C), base (TC, TL), milieu de gamme (GTC, GTL, GTS) et haut de gamme (TLE, TSE). En décembre 1982, trois versions diesel sont lancées : TD (base), GTD (milieu de gamme) et TDE (haut de gamme).
Le 1er avril 1983, la Renault 11 est commercialisée, elle remplace la Renault 14, concurrence les Talbot Horizon, Volkswagen Golf, Ford Escort, Opel Kadett, Fiat Ritmo, Lancia Delta, Alfa Romeo Alfasud et Mazda 323. La gamme se compose de quatre niveaux : base (versions TC et TL), milieu de gamme (GTC, GTL, GTS), confort (Automatic) et haut de gamme (TSE, TSE Electronic et TDE).

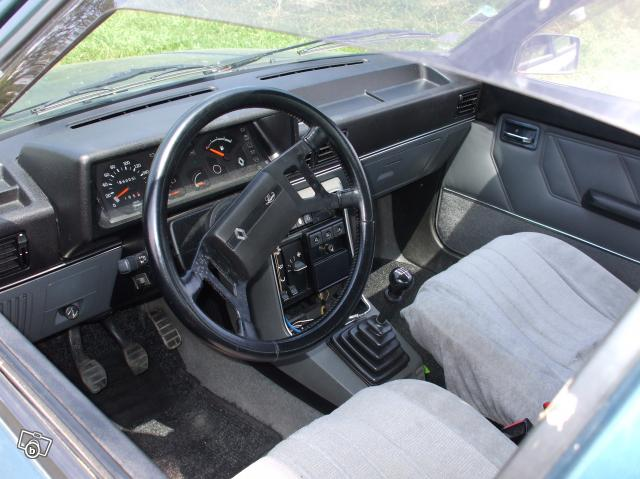
Intérieur de Renault 9.

Alors que la 9 est une tricorps classique à 4 portes avec un coffre séparé, la 11 est une bicorps à 3 ou 5 portes dont un hayon arrière pourvu d'une glace bombée et de feux arrière en forme de tuiles. Les faces avant des deux modèles sont assez semblables, cependant la 9 a des projecteurs simples avec clignotants accolés ; et la 11, des phares doubles et des clignotants dans le pare-chocs. La R9 et la R11 avaient deux physionomies bien différentes, en ciblant deux types de clientèles distincts, la R9 à ligne classique et élégante avec davantage de chromes (baguettes dans les pare-chocs, baguettes de portes, joints de pare-brise, joints de lunettes arrière et sur la planche de bord…), la Renault 11 avait un style plus jeune, plus original, avec un minimum de chromes.
La R9 GTS est la première version « sportive » de la gamme R9/R11 avec ses baguettes rouges sur les pare-chocs, ses feux anti-brouillard (à partir de 1982), ses jantes alliages, ses pneus tailles basses. À l'intérieur, volant sport à quatre branches, compte-tours, manomètre de pression d'huile et indicateur de niveau, sièges en velours noir avec liseré rouge…
La version Electronic de la R11 est dotée d'un tableau de bord à affichage numérique et d'un système de synthèse vocale qui prévient le conducteur en cas de problème ou de portière mal fermée ou tout simplement pour lui signaler un oubli de phares ou une surchauffe moteur. Un système audio haut de gamme à commande au volant complète l'équipement exceptionnellement bien fourni en série. Ce sont les premiers modèles français de grande série à proposer cette fonction, qui sera reprise sur les Renault 25, 21 et 19 puis reconduite sur les Safrane et Laguna avec une voix féminine.

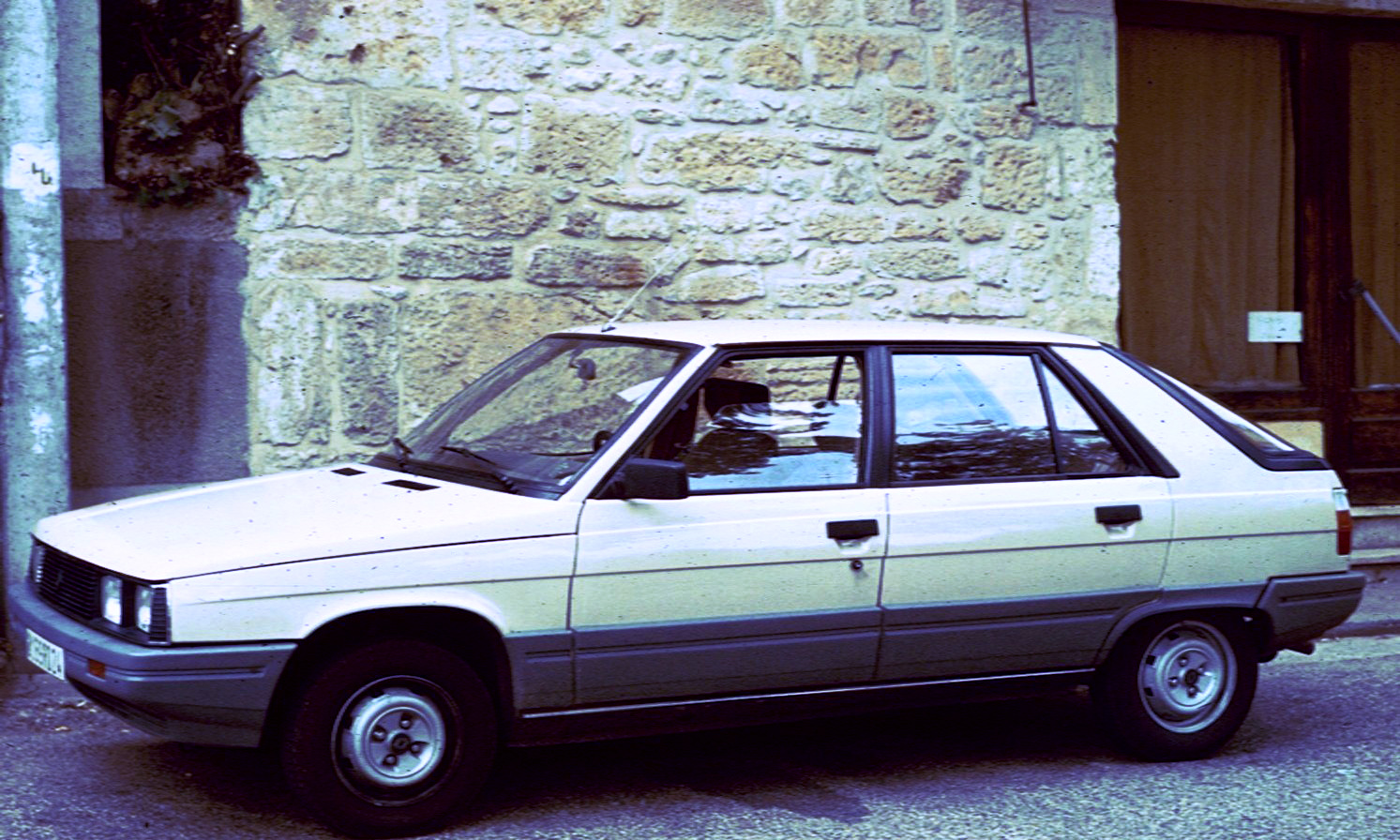
Renault 11 phase 1.

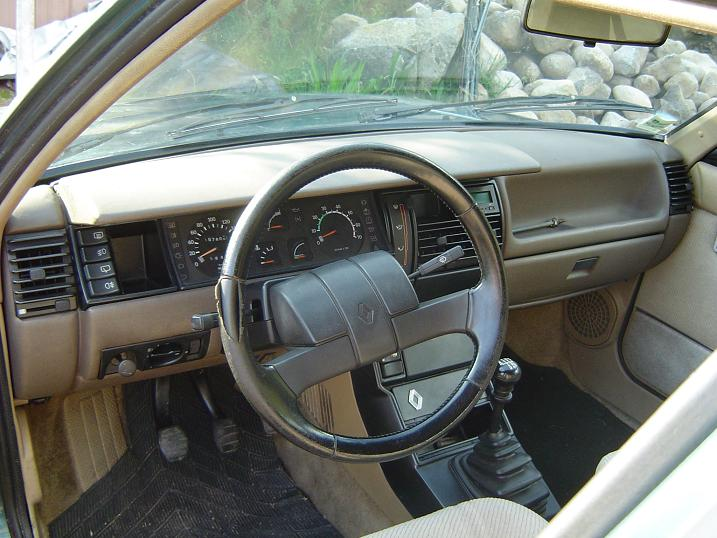
Intérieur de Renault 11

À l'automne 1983, le nouveau moteur 1,7 litre (« Moteur F ») à arbre à cames en tête dérivé du bloc diesel est monté sur les 11 GTX 3 portes (intermédiaire), 11 TXE 3 portes (haut de gamme) et 11 TXE Électronique 3 portes (haut de gamme) ; en février 1984, il est aussi disponible sur les 9 GTX et TXE. En mars, les 11 diesel (GTD, TDE) et la R11 Turbo à 3 portes avec moteur 105 ch sont commercialisées.
En mars 1985, la Renault 11 Turbo est commercialisée également en versions 5 portes.

#### Phase 1 bis (1985 - 1986)
Pour le millésime 1986 (juillet 1985), les 9 adoptent la calandre noire avec les barrettes fines et l'entourage chromé à quatre phares de la 11, tandis qu'une version avec un turbocompresseur est lancée. Les 11 adoptent une calandre modifiée à grosses barrettes, de couleur anthracite et sans entourage chromé. Un nouveau pare-chocs avant avec spoiler intégré de type Turbo, mais sans anti-brouillard sur les versions milieu et bas de gammes. À l'intérieur, elles changent de volant, la console centrale est plus fine pour augmenter l'espace aux jambes et la jauge à carburant perd ses chiffres. Les 9 ont désormais les mêmes compteurs que les 11. Les versions TL et GTL passent de 60 à 68 ch grâce à un carburateur double corps, en reprenant la motorisation des 9 et 11 Automatique (moteur C2J au lieu du moteur C1J sur tableau plus bas). À noter que les 9 bas de gamme (C, TC, TL...) conservent la calandre deux phares et l'ancien pare-chocs avant. La 11 Broadway lancée courant ce millésime conserve la calandre noire avec les barrettes fines et l'entourage chromé, avec l'ancien pare-chocs. La 9 Broadway, quant à elle, a la même face avant, mais avec le nouveau pare-chocs avec spoiler intégré.

### Phase 2 (1986 - 1989)

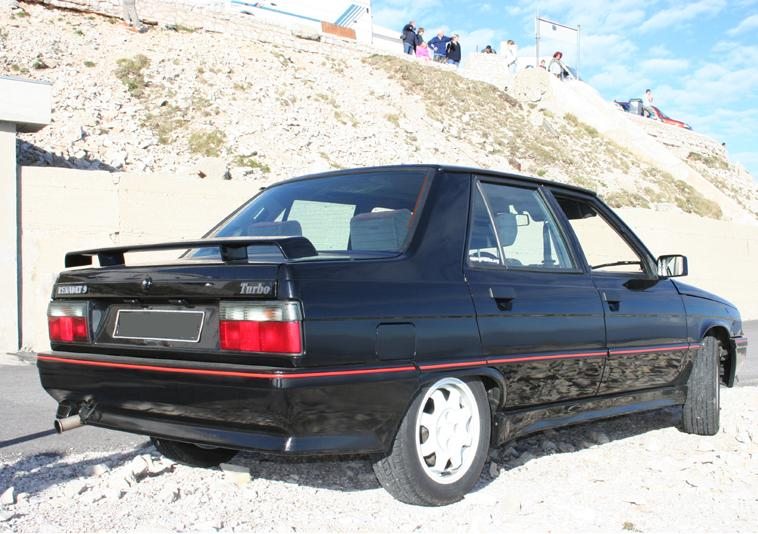
Renault 9 phase 2.

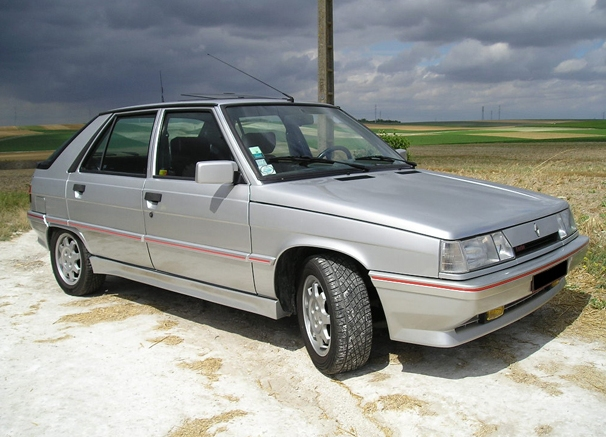
Renault 11 phase 2.

La phase 2 des Renault 9 et 11 a été produite entre 1986 et 1989. Les Renault 9 et 11 changent de calandre et leur face avant devient identique. On modifie également les pare-chocs et sur la Renault 9 le haut des feux arrière est fumé. Ce qui faisait le charme de la R9 phase 1 disparaît : presque plus de chromes. À présent, seuls l'arrière et la planche de bord distinguent les deux modèles. La Renault 11 reçoit de nouveaux sièges, le volant reste le même que le modèle 1986 et la plaque arrière vient se placer sur le pare-chocs. Enfin, les versions Turbo passent de 105 ch à 115 ch.
Les 9 et 11 sont remplacées par la Renault 19, apparue en 1988.

## Motorisations
La désignation des moteurs est constituée de 3 caractères : une lettre, un nombre, une lettre (Exemple : F8M).
- La première lettre désigne le bloc moteur : C (« moteur Cléon-Fonte ») ou F (« Moteur F ») ;
- Le chiffre correspond au type de moteur : 1 pour essence soupapes parallèles, carburateur simple corps ; 2 pour essence soupapes parallèles, carburateur double corps et 8 pour diesel à injection indirecte à préchambre ;
- La dernière lettre correspond à la cylindrée :
  - E de 1 050 à 1 149 cm3
  - G de 1 150 à 1 249 cm3
  - J de 1 350 à 1 449 cm3
  - M de 1 550 à 1 649 cm3
  - N de 1 650 à 1 749 cm3

| Version | Motorisation           | Type moteur       | Cylindrée | Alésage (mm) / Course (mm) | Puissance               | Alimentation                     | Carburant |
| --- | ---------------------- | ----------------- | --------- | -------------------------- | ----------------------- | -------------------------------- | --------- |
| C - TC - GTC - 11 Société | « Moteur Cléon-Fonte » | C1E               | 1 108 cm3 | 70 x 72                    | 48 ch                   | Carburateur simple corps         | Essence   |
| C(²) - TC(²) | « Moteur Cléon-Fonte » | C1G               | 1 237 cm3 | 71,5 x 77                  | 55 ch                   | Carburateur simple corps         | Essence   |
| TL(¹) - GTL(¹) - TLE (¹) | « Moteur Cléon-Fonte » | C1J               | 1 397 cm3 | 76 x 77                    | 60 ch                   | Carburateur simple corps         | Essence   |
| Automatique - TL(³) - GTL(³) | « Moteur Cléon-Fonte » | C2J               | 1 397 cm3 | 76 x 77                    | 68 ch                   | Carburateur double corps         | Essence   |
| GTS(¹) - TSE (¹) | « Moteur Cléon-Fonte » | C2J               | 1 397 cm3 | 76 x 77                    | 72 ch                   | Carburateur double corps         | Essence   |
| GTX - TXE - 90 GT | « Moteur F »           | F2N               | 1 721 cm3 | 81 x 83,5                  | 82 ch (¹) / 90 ch (²)   | Carburateur double corps         | Essence   |
| Turbo | « Moteur Cléon-Fonte » | C1J (+ Garett T2) | 1 397 cm3 | 76 x 77                    | 105 ch (¹) / 115 ch (²) | Carburateur simple corps + Turbo | Essence   |
| TD - GTD - TDE(⁴) - 11 Société | « Moteur F »           | F8M               | 1 596 cm3 | 78 x 83,5                  | 55 ch                   | Injection indirecte              | Diesel    |
| (¹) Phase 1 uniquement, (²) Phase 2 uniquement, (³) Modèle 1986 et phase 2 uniquement, (⁴) Phase 1 et modèle 1983 pour la R9 TDE, phase 1 et modèle 1985 pour la R11 TDE. |                        |                   |           |                            |                         |                                  |           |

## Versions sportives
- Renault 9 GTS
- Renault 9 GTX phase 1 (en phase 2, la R9 GTX perd son style « sportif »)
- Renault 11 Turbo
- Renault 9 Turbo
- Renault 9 GTE
- Renault 11 GTE
- Renault 11 90 GT (série limitée 3000 exemplaires)

## Renault 11 Electronic
- Renault 11 TSE Electronic
- Renault 11 Electronic Automatique
- Renault 11 TXE Electronic
- Renault 11 « Electronic » (série limitée 4500 exemplaires)

## Séries Spéciales
- La Renault 11 Turbo Zender est une 11 Turbo 3 portes modifiée par le préparateur allemand Zender. Les différences avec une Renault 11 Turbo 3 portes de série sont les suivantes : spoiler rapporté sur le bouclier avant, l'ensemble étant peint à la teinte de la carrosserie, liséré rouge sur bandeau des boucliers avant et arrière, liséré rouge de bas de caisse prolongeant celui des boucliers, liseré rouge de ceinture de caisse intégrant le sigle « Zender » à l'arrière, éléments latéraux rapportés peints à la teinte de la carrosserie (bas de caisse profilés, bandeaux de porte), bouclier arrière avec jupe rapportée peinte à la couleur de la carrosserie, becquet aérodynamique agrandi, de couleur noire sur vitre de hayon, et jantes alliage léger style « Zender » 6J 15, pneumatiques 195/50 VR 15 Dunlop SP Sport Super D4 (roue de secours : jante tôle + pneumatique 155x13).
- La Renault 11 Turbo Ferry est une version suralimentée de la 11 Turbo de série avec une pression de turbo augmentée et quelques petites améliorations bien étudiées. Vendue à une somme tout à fait raisonnable, la 11 Ferry peut atteindre la vitesse de 200 km/h. En ce qui concerne l'aspect dynamique, les suspensions restent entièrement d'origine alors qu'au niveau des freins, les plaquettes avant sont un peu plus dures et les garnitures arrière restent inchangées. Un liquide de freins haute température remplace celui de série. Extérieurement, cette Renault 11 Ferry est équipée de jantes Rial de 15 pouces de diamètre avec des pneus Yokohama en 195/60. Les passages de roues sont ainsi fort bien remplis, à tel point que quelques petites modifications sont nécessaires afin que le tout puisse passer sans encombre dans la caisse. Cette option donne à la 11 Turbo une tout autre physionomie et l'ensemble est bien plus agressif que le montage de série.
- Renault 11 « Electronic »  est une série limitée à 4 500 exemplaires, elle reprend le tableau de bord « futuriste » et le synthétiseur de paroles des célèbres R11 TSE/TXE Electronic, mais avec une finition plus dépouillée. Sur base de GTL, mais avec un « moteur Cléon-Fonte » de 1 397 cm3 72 ch DIN repris des GTS/TSE/TSE Electronic, elle possède les vitres teintées et l’essuie-glace arrière. Elle est disponible uniquement en cinq portes avec deux couleurs proposées (bleu Schiste 402 ou gris métallisé 620), elle possède des enjoliveurs intégraux type « manège » de R11 GTX et antenne radio type R11 TSE/TXE Electronic[5].
- La Renault 9 Avenue est une 9 GTL (intermédiaire) à laquelle on a ajouté un autoradio. À l'extérieur, elle se démarque par ses projecteurs antibrouillard, son filet décoratif et ses pneumatiques à flancs blancs.
- La Renault 9 Louisiane est proche de la 9 TSE (luxe) avec un autoradio de série mais n'a pas de compte-tours. On la reconnaît facilement grâce à sa peinture deux tons (gris en bas, et bleu, vert ou rouge au-dessus).
- Les Renault 9 et 11 Broadway sont des versions économiques de ces modèles qui avaient de série un autoradio et quelques équipements supplémentaires. La 9 Broadway reprenait la calandre de la 11 Broadway. Cette série spéciale était disponible avec trois motorisations différentes, elle proposait le 1,4 litre, le 1,6 litre diesel et un tout nouveau « moteur Cléon-Fonte » 1,2 litre essence.
- Les Renault 9 et Renault 11 Spring sont des 9 et 11 phase 2 qui succèdent à la série Broadwway avec un équipement similaire.
- La Renault 11 90 GT est une série limitée à 3 000 exemplaires sur base GTX (intermédiaire) phase 2 à trois et cinq portes avec une présentation sportive : boucliers avant et arrière type Turbo avec jonc de couleur, projecteurs antibrouillard et jantes en alliage léger, volant sport à quatre branches gainé cuir (celui de la « Turbo », mais avec le logo central « 90 GT »). Disponible uniquement en blanc et en rouge[6].
- Sans être une « série spéciale », du fait de la rareté de la finition « TDE », on peut la considérer comme telle. La Renault 11 TDE a été commercialisée à 373 exemplaires et la Renault 9 TDE à seulement 117 exemplaires. Ces versions « haut de gamme » en motorisation diesel ont été uniquement commercialisées durant le millésime 1983 pour la R9 et millésime 1985 pour la R11. Ce fut un échec commercial car les finitions « haut de gamme » en diesel dans ce segment n'attiraient personnes à l'époque, en raison du prix de vente (c'était les modèles les plus chers de la gamme).

## Version nord-américaine

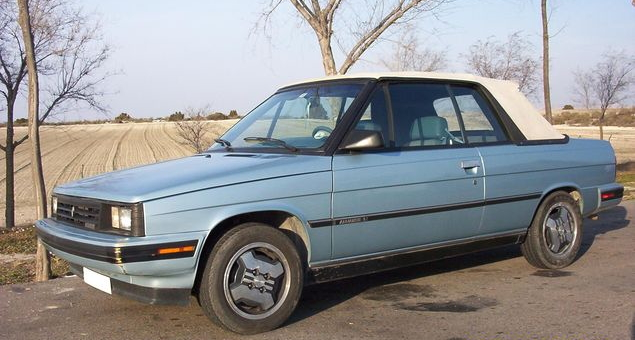
Alliance décapotable (1987).

La Renault 9 est devenue la Renault Alliance construite dans l'usine de Kenosha (Wisconsin) d'American Motors. Elle est produite à partir de juin 1982 jusqu'en 1987 avec un intérieur signé Richard Teague, le concepteur en chef d'AMC, en versions berlines à 2 ou 4 portes. Elle comporte également des modifications au niveau des dispositifs anti-pollution et de sécurité pour correspondre aux normes nord-américaines. Un modèle décapotable est offert à partir de 1985 et une Alliance GTA plus sportive, avec un moteur de 2 litres et 95 ch, est vendue en nombre limité la dernière année de production. La Renault 11 deviendra la Renault Encore et sera produite à partir de 1984. Elle changera de nom pour devenir l'Alliance Hatchback en 1987.
Bien que les voitures fussent vendues sous la marque Renault, le logo AMC était apposé sur la lunette arrière. Les Alliance et Encore permettaient alors à AMC de revenir dans le marché des voitures compactes à faible coût et à Renault de mettre le pied aux États-Unis. AMC comptait sur ceux-ci pour la sortir de l'impasse financière dans laquelle elle se trouvait au début des années 1980.
L'Alliance obtient une bonne critique du magazine Car and Driver, qui l'inclut dans sa liste des dix meilleures automobiles de l'année 1983, et décroche la palme de la meilleure voiture de l'année du magazine Motor Trend. Les ventes prennent ainsi un bon envol. Malheureusement pour les nouveaux propriétaires, la fiabilité des deux modèles s'avère très mauvaise. Une enquête menée en 1986 par le magazine Consumer Reports chez les propriétaires d'automobile ayant cinq ans montre que l'Alliance se classe dans la pire catégorie pour la fiabilité du moteur, de l'embrayage, de la transmission, du système de refroidissement, de la suspension et de l'échappement. Une seconde enquête lors d'une émission du réseau public National Public Radio, appelée Car Talk, arrive aux mêmes conclusions. Les ventes prirent donc rapidement une pente descendante.

## Version turque
Alors qu'elle n'était plus produite en Europe, la Renault 9 a continué sa carrière en Turquie et a été produite à Bursa par Oyak-Renault, sans modification jusqu'en 1997. Une version modernisée et baptisée Renault Broadway fut produite entre 1997 et 2000. L'unique moteur disponible, le 1,4 litre, bénéficie pour l'occasion de l'injection afin de répondre aux nouvelles normes anti-pollution. Elle est remplacée par la Renault Thalia.

Renault Broadway
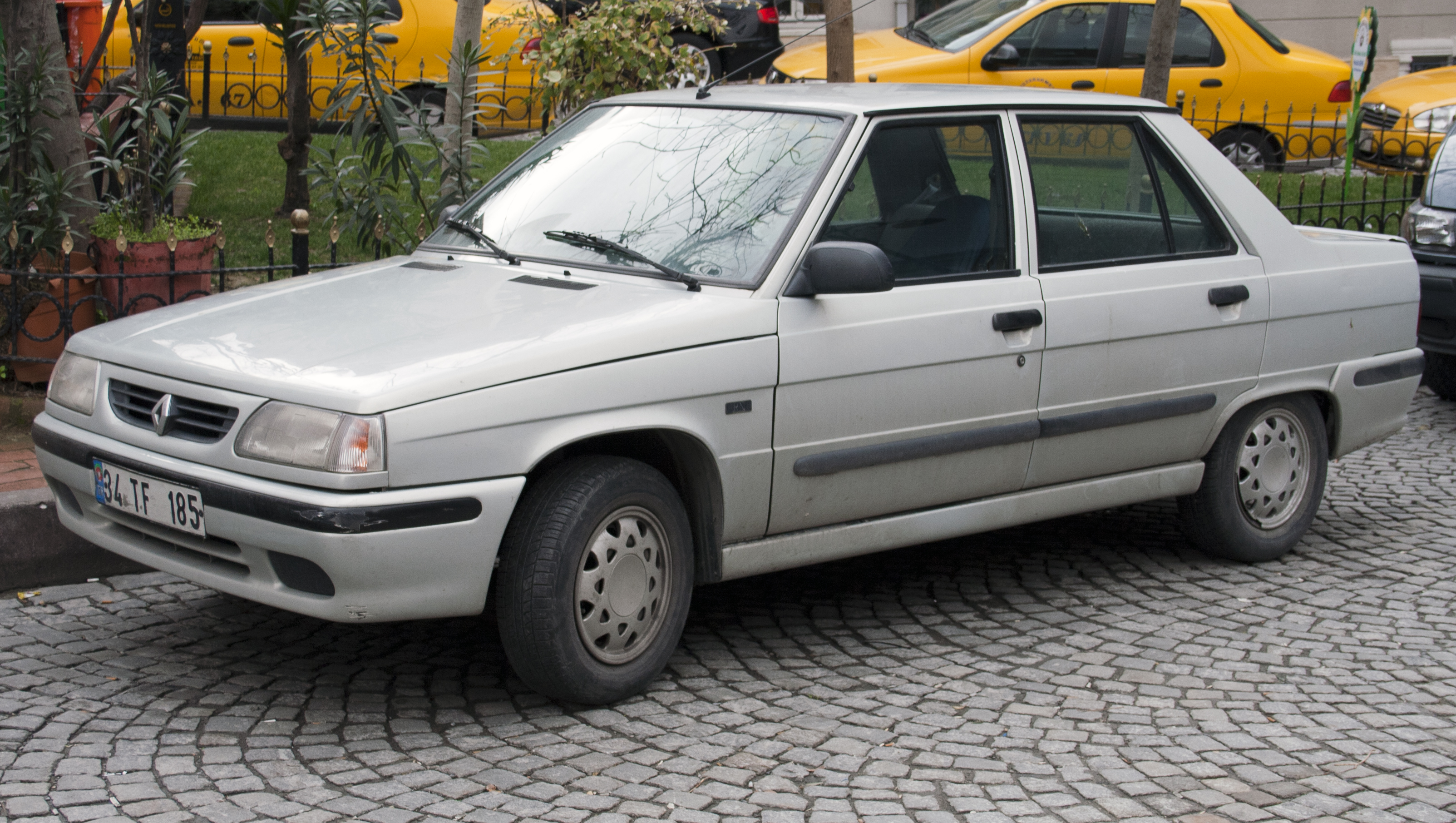
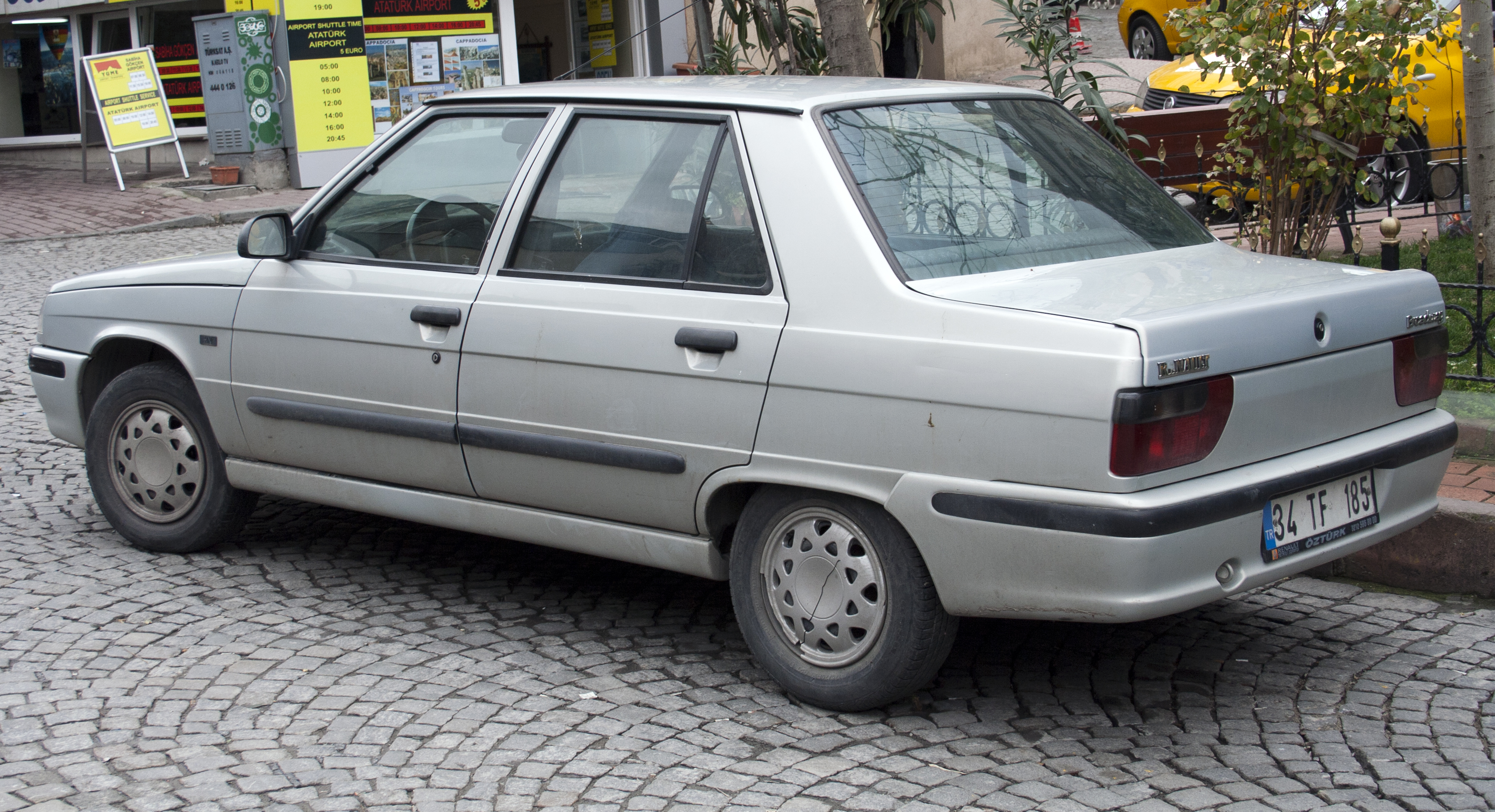

## Chiffres de production R9 / R11 Argentine
| Année | 1984 | 1985  | 1986  | 1987  | 1988  | 1989 | 1990 | 1991 | 1992  | total  |
| ----- | ---- | ----- | ----- | ----- | ----- | ---- | ---- | ---- | ----- | ------ |
| R9    | 0    | 0     | 0     | 1854  | 3817  | 2497 | 2610 | 5282 | 13889 | 29949  |
| R11   | 4808 | 11277 | 12797 | 13051 | 9375  | 5745 | 4523 | 4490 | 7444  | 73510  |
| total | 4808 | 11277 | 12797 | 14905 | 13192 | 8242 | 7133 | 9772 | 21333 | 103459 |

, , 
| Année | 1993  | 1994  | 1995  | 1996  | 1997 | total 1984-1997 |
| ----- | ----- | ----- | ----- | ----- | ---- | --------------- |
| R9    | 24819 | 39292 | 32182 | 17738 | 240  | 144220          |
| R11   | 3442  | 1866  | 2     | 0     | 0    | 78820           |
| total | 28261 | 41158 | 32184 | 17738 | 240  | 223040          |

, 

## Dans la culture

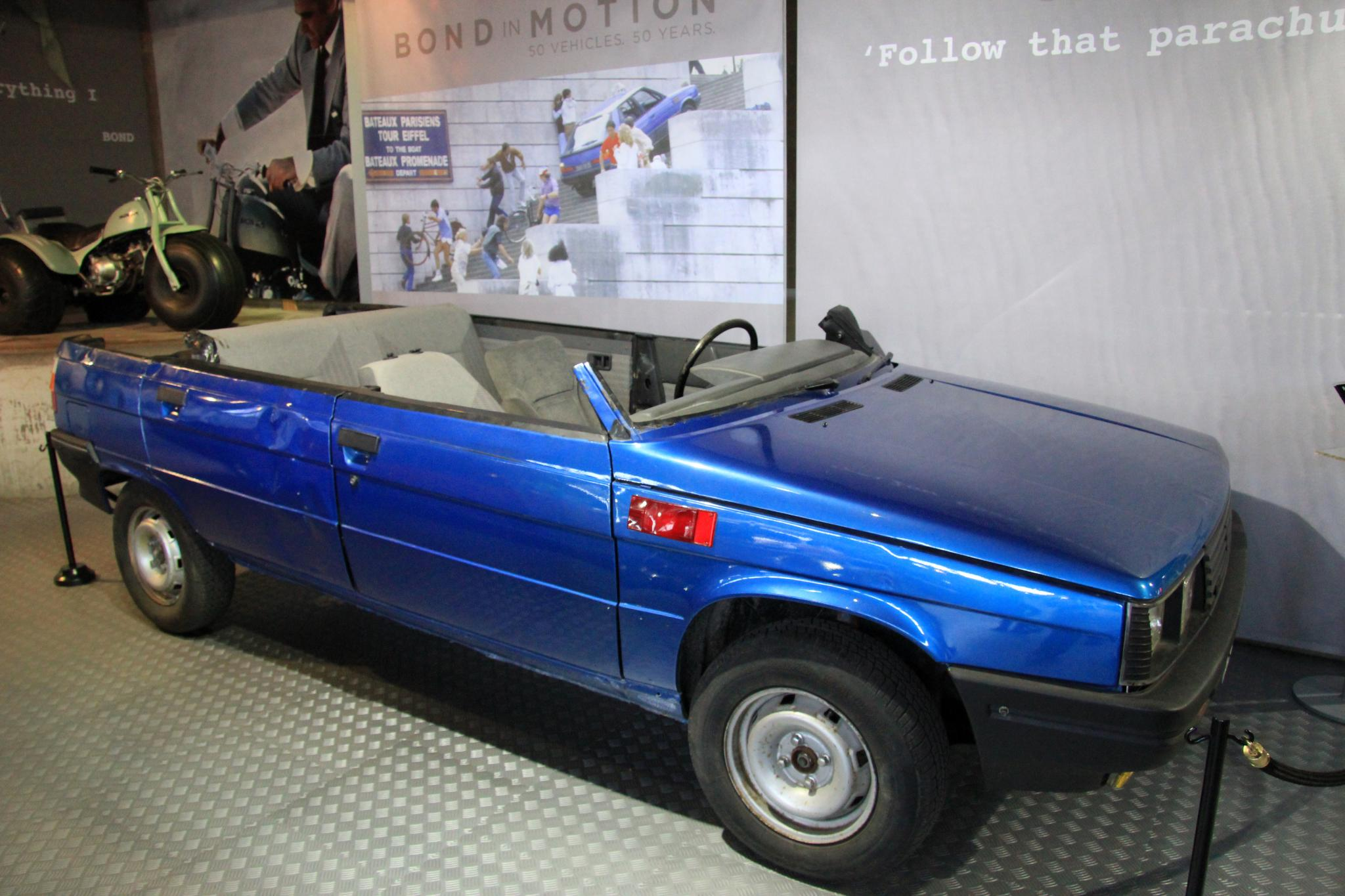
Une des voitures utilisées par Rémy Julienne dans le film Dangereusement vôtre.

Un taxi Renault 11 TXE apparaît dans le film Dangereusement vôtre de la série des James Bond en 1985. Le héros la réquisitionne à un chauffeur de taxi parisien afin de poursuivre l'assassin joué par Grace Jones. Dans la séquence, coordonnée par le cascadeur Rémy Julienne, le toit de la 11 est arraché et la voiture est ensuite coupée en deux lors d'une collision avec une Renault 20.
Dans le film Le Proviseur de 1987, l'enseignante d'histoire Hilary Orozco interprétée par Rae Dawn Chong conduit une Renault Alliance.